# Планина (Любно)
Планина (словен. Planina) — поселення в общині Любно, Савинський регіон, Словенія. Висота над рівнем моря: 923 м. 